# ژائو هایلین
ژائو هایلین (چینی: 赵海林; پین‌یین: Zhào Hǎilín زادهٔ ۲۰ مهٔ ۱۹۷۷) کشتی‌گیر بازنشستهٔ چینی در دستهٔ فوق سنگین‌وزن کشتی فرنگی مردان است. او در طول دوران کشتی خود دو مدال شامل یک طلا (۲۰۰۰) و یک برنز (۱۹۹۹) در مسابقات قهرمانی آسیا و یک مدال برنز در دستهٔ ۱۳۰ کیلوگرم بازی‌های آسیایی ۱۹۹۸ بانکوک را کسب کرده‌است. او نماینده چین در المپیک ۲۰۰۰ سیدنی بود.
او به عنوان نمایندهٔ تیم ملی کشتی چین با کسب مقام پنجم در دستهٔ فوق سنگین‌وزن مردان (۱۳۰ کیلوگرم) و کسب سهمیه از چهارمین چرخهٔ مسابقات انتخابی المپیک در دنور، کلرادو، ایالات متحده، به بازی‌های المپیک تابستانی ۲۰۰۰ در سیدنی راه یافت. در آنجا، او بازی ابتدایی خود را به هکتور میلیان قهرمان سنگین‌وزن المپیک ۱۹۹۲ بارسلون از کوبا با نتیجهٔ نزدیک ۱–۰ باخت اما در دیگر دیدار گروهی خود هلگر هالیک از استونی را با نتیجهٔ ۳–۲ برد و در جایگاه چهاردهم قرار گرفت.